# Avvistamento UFO di Jimmy Carter
Per avvistamento UFO di Jimmy Carter si intende l'avvistamento di un UFO effettuato nel 1969 in Georgia dal futuro presidente degli USA Jimmy Carter. Per la notorietà del personaggio, l'argomento è stato ampiamente riportato dai mezzi di comunicazione e discusso da ufologi e scettici.

## Descrizione dell'evento
Una sera del 1969, due anni prima di diventare governatore della Georgia, Jimmy Carter si stava preparando a tenere un discorso a Leary per i soci del locale Lions Club. Alle 19,15 circa una delle persone che era con lui richiamò la sua attenzione su uno strano oggetto luminoso visibile ad ovest a circa 30 gradi sopra l'orizzonte. Carter constatò che l'oggetto era di colore bianco brillante e aveva una luminosità simile a quella della Luna. Lo spazio dove si trovava era chiuso, così si fermò al di là di un gruppo di alberi di pino ad una certa distanza da lui. Egli riferì che l'oggetto cambiò colore, diventando prima blu, poi rosso, poi di nuovo bianco; poi sembrò retrocedere e allontanarsi. Carter ebbe l'impressione che l'oggetto avesse una propria luminosità e non avesse un'apparenza solida. Nel rapporto che rilasciò nel 1973 all'International UFO Bureau su richiesta dell'organizzazione, Carter riferì che l'oggetto fu visto da altre dieci o dodici persone e che il fenomeno durò una decina di minuti.

### Data dell'avvistamento
Carter indicò come data dell'avvistamento il mese di ottobre, ma secondo alcuni che hanno svolto accertamenti sull'accaduto esso avvenne nove mesi prima. Secondo i resoconti del Lions Club, Carter parlò a Leary il 6 gennaio del 1969. A conferma di ciò, ci sarebbe anche la circostanza che l'ex presidente, socio del Lions Club, si recò alla manifestazione in qualità di governatore del distretto del Lions Club a cui apparteneva il club di Leary; la carica Lions di Carter ebbe termine nel giugno 1969. Inoltre, nel mese di ottobre 1969 il club di Leary non esisteva più.

## Investigazione successiva
Il giornalista e ufologo Robert Sheaffer ha svolto un'inchiesta accurata sull'avvistamento. Egli ha rintracciato i soci del Lions presenti alla serata, ma la maggior parte di essi non ha riferito l'evento o lo ha raccontato come una cosa senza importanza. Solo uno dei soci, Fred Hart, ricordava perfettamente l'accaduto, che gli era rimasto impresso nella memoria; il testimone riferì che quella sera vide in cielo un piccolo oggetto luminoso di colore bluastro. Sheaffer accertò che la sera del 6 gennaio 1969 il pianeta Venere era al massimo della luminosità e che era visibile da Leary nella stessa direzione in cui Carter vide l'oggetto. Il giornalista ha concluso che l'UFO osservato da Carter era in realtà il pianeta Venere.

## Spiegazioni successive
In un'intervista rilasciata nel 2007 al podcasting The Skeptic's Guide to the Universe, Carter ha espresso il suo disaccordo con l'interpretazione di Sheaffer, affermando che egli era un appassionato di astronomia e come tale sapeva riconoscere il pianeta Venere. Carter ha anche affermato che la sua formazione scientifica (ha conseguito il Bachelor in scienze) gli vietava di credere alle visite di astronavi extraterrestri in mancanza di prove concrete. Secondo lui, l'oggetto osservato nel 1969 poteva essere un velivolo militare ma non un elicottero, dal momento che non aveva sentito alcun rumore. L'ex presidente, che prima dell'elezione aveva promesso la diffusione di tutte le notizie riguardanti gli UFO in possesso del governo, rinunciando successivamente a farlo per esigenze di difesa nazionale, disse anche di non avere avuto notizia, durante il mandato presidenziale, di alcun insabbiamento di prove sull'origine extraterrestre degli UFO da parte di enti governativi.
Nell'aprile 2016, in un'altra puntata dello stesso podcasting, è stata fornita un'altra spiegazione dell'avvistamento: l'oggetto luminoso sarebbe stato una nube di sodio e bario formatasi a seguito del lancio di un razzo per scopi scientifici effettuato dall'Eglin Air Force Base in Florida. Un rapporto del COSPAR (Committee on Space Research) del 1970 riferisce che il 6 gennaio del 1969 si formò una nube del genere a seguito del lancio di un razzo per lo studio dell'alta atmosfera; questa nube poteva essere vista da Leary nella stessa direzione in cui Carter osservò l'UFO quella sera.